# Alb-Donau-Kreis
Alb-Donau-Kreis là một huyện trong Baden-Württemberg, Đức. Huyện này giáp các huyện (từ phía nam theo chiều kim đồng hồ): Biberach, Reutlingen, Göppingen và Heidenheim, hai huyện của bang Bayern Günzburg và Neu-Ulm, và thành phố Ulm.
Huyện Alb-Donau đã được lập năm 1973 thông qua việc sáp nhập các huyện cũ Ulm và Ehingen.
Thành phố Ulm bị huyện này bao quanh, là huyện lỵ của huyện Alb-Donau dù không thuộc huyện này.

## Xã và thị trấn
| Thị trấn                                                                                                   | Xã | Xã | Xã |
| --- | --- | --- | --- |
| 1. Blaubeuren 2. Dietenheim 3. Ehingen 4. Erbach 5. Laichingen 6. Langenau 7. Munderkingen 8. Schelklingen | 1. Allmendingen 2. Altheim (Ehingen) 3. Altheim (Alb) 4. Amstetten 5. Asselfingen 6. Ballendorf 7. Balzheim 8. Beimerstetten 9. Berghülen 10. Bernstadt 11. Blaustein 12. Börslingen 13. Breitingen 14. Dornstadt 15. Emeringen 16. Emerkingen | 1. Griesingen 2. Grundsheim 3. Hausen am Bussen 4. Heroldstatt 5. Holzkirch 6. Hüttisheim 7. Illerkirchberg 8. Illerrieden 9. Lauterach 10. Lonsee 11. Merklingen 12. Neenstetten 13. Nellingen 14. Nerenstetten 15. Oberdischingen 16. Obermarchtal | 1. Oberstadion 2. Öllingen 3. Öpfingen 4. Rammingen 5. Rechtenstein 6. Rottenacker 7. Schnürpflingen 8. Setzingen 9. Staig 10. Untermarchtal 11. Unterstadion 12. Unterwachingen 13. Weidenstetten 14. Westerheim 15. Westerstetten |